# Cừu Mutton Đức đầu trắng
Cừu Mutton Đức đầu trắng (tiếng Đức: Weißköpfiges Fleischschaf) là một giống cừu được phát triển để sống dọc theo bờ Biển Bắc của Đức. Nó là một giống kép sử dụng cho cả sản xuất thịt và lấy lông mịn. Cừu Mutton Đức đầu trắng thường ăn cỏ dọc theo đê biển ở Bắc Âu.

## Xuất xứ
Theo tên của nó, cừu Mutton Đức đầu trắng có nguồn gốc ở Đức. Giống này được lai tạo vào giữa thế kỷ XX bằng cách lai chéo giữa các giống cừu Anh, Cotswold, Hampshire và Oxford với cừu đầm lầy Wilstermarschscha địa phương. Loài này đã được cải thiện hơn nữa bằng cách lai tạo chính nó với các giống khác, chủ yếu là cừu Texel Hà Lan bắt đầu vào năm 1966 và cừu Berrichon du Cher của Pháp vào những năm 1970.

## Đặc điểm
Cừu Mutton Đức đầu trắng là một giống cừu được tạo ra để sống trong các vùng ẩm ướt, ẩm ướt xung quanh đầm lầy Biển Bắc. Do đó, cừu Mutton Đức đầu trắng được lai tạo nhằm tăng cường sự cứng rắn và độ bền để đối phó với thời tiết khắc nghiệt trong khu vực này. Cừu đực thường nặng khoảng 110–130 kg và cừu cái thường nặng khoảng 70–80 kg.<ref name="Das Weißköpfige Fleischschaf">Metzke, Maren. “Das Weißköpfige Fleischschaf” (PDF). Gesellschaft zur Erhaltung alter und gefährdeter Haustierrassen. Truy cập ngày 21 tháng 5 năm 2017.</ref Cừu Mutton Đức đầu trắng có lông cừu thô dài, với trọng lượng lông cừu trung bình khoảng 7,4&nbsp;kg đối với rams và 5,5&nbsp;kg đối với bò cái và đường kính sợi 37-41 micron. Lông cừu của nó cũng được biết đến với độ uốn rất tốt, đặc biệt cao khi xem xét độ nhám của lông của cừu Mutton Đức đầu trắng. Thịt cừu giống này cũng sở hữu chân sau rất đầy thịt và thịt thăn dày, làm cho nó có khả năng sản xuất thịt rất tốt.<ref name="New Zealand Rare Breeds" /> Một đặc điểm quan trọng khác của cừu Mutton Đức đầu trắng là khả năng sinh sản cao. Giống này thường sinh sản với tốc độ 1,5-1,8 con cừu mỗi con mỗi năm.